# Григор Кумитски
Григор Кумитски е български телевизионен и кинооператор.

## Биография
Роден е на 21 март 1979 г. в град София. Завършва НАТФИЗ „Кръстьо Сарафов“ – специалност „Филмово и телевизионно операторство“ (магистърска степен).
Оператор на филмите „Чужденецът“ (2012), „Стоичков“ (2012), „Живи легенди“ (2014), както и на сериалите „Фамилията“, „Кантора Митрани“, „Домашен арест“, „Забранена любов“, „Революция Z“. През 2012 г. печели наградата на професионалната гилдия на фестивала „Медиамикс“ – „Златна корона“ за най-добър оператор от сериала „Кантора Митрани“. През 2014 г. на филмовия фестивал в Монако взима наградата за най-добър оператор с филма „Живи легенди“.
Загива на 24 юли 2015 г. при инцидент на плажа на Албена, докато спасява дете от удавяне.